# Jerzy Gorgoń
Jerzy Paweł Gorgoń (ur. 18 lipca 1949 w Mikulczycach) – polski piłkarz grający na pozycji obrońcy, reprezentant Polski, olimpijczyk, trener.

## Życiorys
Wychowanek MGKS Mikulczyce, następnie reprezentował barwy Górnika Zabrze (dwukrotny mistrz Polski, pięciokrotny zdobywca Pucharu Polski) oraz FC Sankt Gallen. Nosił przydomek boiskowy „Długi” (ze względu na wzrost – 192 cm), bywał też nazywany „Białą górą”. Przez Anglików nazywany The Telephone Booth (budka telefoniczna), z postury i w czerwonej koszulce przypominając wyspiarzom brytyjskie, czerwone budki. Z reprezentacją Polski dwukrotnie uczestniczył na mistrzostwach świata (1974 – 3. miejsce, 1978) oraz dwukrotnie na igrzyskach olimpijskich (1972 – złoty medal, 1976 – srebrny medal). Od 2014 roku członek Klubu Wybitnego Reprezentanta.

## Kariera piłkarska
Jerzy Gorgoń ukończył Technikum Górnicze. Był instruktorem piłki nożnej. Karierę rozpoczął juniorach MGKS Mikulczyce (późniejsza Sparta Mikulczyce Zabrze). W 1967 roku podpisał kontrakt z Górnikiem Zabrze, w barwach którego dnia 24 marca 1968 roku zadebiutował w ekstraklasie, kiedy to jego klub przegrał u siebie 1:2 z Zagłębiem Sosnowiec, a Gorgoń po pierwszej połowie został zastąpiony przez Zygfryda Szołtysika, a w całym sezonie 1967/1968, w którym klub zajął 3. miejsce, zdobył Puchar Polski oraz dotarł do ćwierćfinału Pucharu Europy.
Jednak w następnych sezonach Gorgoń był już podstawowym, a zarazem jednym z kluczowych zawodników Górnika Zabrze. W sezonie 1968/1969, w którym 22 czerwca 1969 roku podczas wygranego 4:0 meczu u siebie z Pogonią Szczecin w 90. minucie zdobył swoją pierwszą bramkę w ekstraklasie, zdobył z klubem wicemistrzostwo Polski oraz obronił Puchar Polski, a w następnym sezonie zajął 3. miejsce w ekstraklasie, obronił Puchar Polski oraz osiągnął największy sukces polskiej klubowej piłki nożnej – dotarł do finału, w którym dnia 29 kwietnia 1970 roku na Praterstadion w Wiedniu zabrzański klub przegrał 1:2 z angielskim Manchesterem City.
W latach 1971–1972 Górnik Zabrze ponownie dominował na krajowych boiskach, zdobywając krajowy dublet (mistrzostwo i Puchar Polski) oraz w sezonie 1970/1971 dotarł do ćwierćfinału Pucharu Zdobywców Pucharów, w którym ulegli angielskiemu Manchesterowi City (2:0, 0:2, 1:3). W 1973 roku w plebiscycie katowickiego „Sportu” Gorgoń został uhonorowany Złotymi Butami.
W następnych sezonach Górnik Zabrze z Gorgoniem w składzie ze zmiennym szczęściem grał na krajowych i międzynarodowych boiskach: wicemistrzostwo Polski (1974), 3. miejsce w ekstraklasie (1977).
W czerwcu 1975 roku wracając z klubem z Francji pociągiem, był wraz z Andrzejem Szarmachem głównym bohaterem tzw. „afery pociągowej”. Otóż Gorgoń w stanie nietrzeźwym wywołał awanturę, w wyniku której został zdyskwalifikowany na sześć miesięcy, a Szarmach otrzymał karę w zawieszeniu. Mimo tego ówczesny selekcjoner reprezentacji Polski – Kazimierz Górski często mówił, że woli pijanego Gorgonia, niż trzeźwego Mariana Ostafińskiego.
W sezonie 1977/1978 mimo zdobycia Pucharu Ligi, niespodziewanie zajął ostatnie 16. miejsce w tabeli i po raz pierwszy w historii spadł z ekstraklasy, a w następnym sezonie zdecydowanie wygrał Grupę II i na sezon 1979/1980 wrócił do ekstraklasy, w którym zajął 6. miejsce, a dnia 24 maja 1980 roku w Łodzi Gorgoń rozegrał swój ostatni mecz w ekstraklasie, w którym po pierwszej połowie został zastąpiony przez Mariana Zalastowicza, a zespół przegrał 6:1 z Widzewem Łódź. Łącznie w ekstraklasie rozegrał 220 meczów, w których strzelił 18 goli, a we wszystkich rozgrywkach rozegrał dla Górnika Zabrze 304 mecze, w których strzelił 27 goli.
Następnie wyjechał do Szwajcarii, gdzie grał w FC Sankt Gallen, z którym zajął 3. miejsce w Nationalliga A (1983) oraz dotarł do finału Pucharu Ligi Szwajcarskiej (1982). Po sezonie 1982/1983 i rozegraniu w klubie 78 meczów oraz strzeleniu 4 goli w wieku 34 lat zakończył piłkarską karierę.
W 2019 wyróżniony zaliczeniem do jedenastki stulecia PZPN (jako środkowy obrońca).

## Kariera reprezentacyjna
Jerzy Gorgoń był zawodnikiem juniorskiej reprezentacji Polski. W seniorskiej reprezentacji Polski zadebiutował u selekcjonera Ryszarda Koncewicza dnia 23 września 1970 roku w Dublinie w wygranym 0:2 towarzyskim meczu z reprezentacją Irlandii, w którym rozegrał cały mecz.

### Monachium 1972
W 1972 roku został powołany przez selekcjonera Kazimierza Górskiego na turniej olimpijski 1972 w Monachium, podczas którego rozegrał 6 meczów, w tym dnia 1 września 1972 roku na Städtisches Stadion w Norymberdze w wygranym 2:1 z reprezentacją NRD, w którym w 6. i 64. minucie strzelił wszystkie bramki dla biało-czerwonych (były to jedyne bramki Gorgonia na tym turnieju, a zarazem pierwsze w reprezentacji Polski) oraz w meczu finałowym z obrońcami tytułu – reprezentacją Węgier, który biało-czerwoni wygrali 2:1, dzięki czemu po raz pierwszy w historii zostali mistrzem olimpijskim.

### Mundial 1974
Gorgoń został również powołany przez selekcjonera Kazimierza Górskiego na mistrzostwa świata 1974 w RFN, na których reprezentacja Polski zajęła 3. miejsce, a Gorgoń był podstawowym zawodnikiem drużyny i rozegrał wszystkie 7 meczów oraz zdobył 1 bramkę (dnia 19 czerwca 1974 roku Stadionie Olimpijskim w Monachium w 32. minucie na 0:4 w wygranym 0:7 meczu z reprezentacją Haiti).

### Montreal 1976
Mimo sukcesu na niemieckim turnieju reprezentacja Polski nie awansowała na mistrzostwa Europy 1976 w Jugosławii i musiała w tym roku zadowolić się występem na igrzyskach olimpijskich 1976 w Montrealu, na których Gorgoń również był podstawowym zawodnikiem reprezentacji Polski, która w finale przegrała 1:3 z reprezentacją NRD (Gorgoń nie grał w meczu) i ostatecznie zdobyła srebrny medal, co uznano w kraju za porażkę, a trener Kazimierz Górski podał się do dymisji.

### Mundial 1978
Jerzy Gorgoń następny mecz w reprezentacji Polski rozegrał dnia 26 kwietnia 1978 roku w Warszawie, gdzie Biało-czerwoni wygrali 1:0 w towarzyskim pojedynku z reprezentacją Bułgarii, a kilka miesięcy później został powołany przez selekcjonera Jacka Gmocha na mistrzostwa świata 1978 w Argentynie, na którym rozegrał 5 meczów (nie grał w meczu z reprezentacją Argentyny (0:2), co niektórzy znawcy piłki nożnej uznali za pomyłkę i przyczynę porażki). Dnia 21 czerwca 1978 roku na Estadio Ciudad de Mendoza w Mendozie reprezentacji Polski z Kasperczakiem w składzie przegrała 1:3 z reprezentacją Brazylii i zajęła 3. miejsce w Grupie B drugiej rundy turnieju i odpadła z turnieju, a Gorgoń po tym meczu ogłosił zakończenie reprezentacyjnej kariery. Łącznie w latach 1970–1978 Gorgoń w reprezentacji Polski rozegrał 55 meczów, w których strzelił 6 goli.

## Po zakończeniu kariery
Jerzy Gorgoń po zakończeniu kariery piłkarskiej pozostał w St. Gallen, gdzie był trenerem rezerw i drużyn juniorskich FC Sankt Gallen oraz prowadził Blau-Weiß Sankt Gallen. Potem pracował w szkółce piłkarskiej w Gossau. 11 września 2012 roku został ambasadorem Górnika Zabrze.

## Statystyki

### Reprezentacyjne
| Reprezentacja narodowa | Rok     | Występy | Gole |
| ---------------------- | ------- | ------- | ---- |
| Polska                 |         |         |      |
| 1970                   | 2       | 0       |      |
| 1971                   | 4       | 0       |      |
| 1972                   | 9       | 2       |      |
| 1973                   | 13      | 3       |      |
| 1974                   | 11      | 1       |      |
| 1975                   | 5       | 0       |      |
| 1976                   | 5       | 0       |      |
| 1977                   | 0       | 0       |      |
| 1978                   | 6       | 0       |      |
| Łącznie                | Łącznie | 55      | 6    |

## Sukcesy

### Górnik Zabrze
- Mistrzostwo Polski: 1971, 1972
- Puchar Polski: 1968, 1969, 1970, 1971, 1972
- Puchar Ligi Polskiej: 1978

### Reprezentacyjne
- 3. miejsce mistrzostw świata: 1974
- Mistrzostwo olimpijskie: 1972
- Wicemistrzostwo olimpijskie: 1976

### Indywidualne
- 1973: Złoty But w plebiscycie katowickiego „Sportu”

## Odznaczenia
- 1972: Złoty Krzyż Zasługi[10]
- 1972: Złota Odznaka PZPN[11]
- 1974: Sztandar Pracy II klasy[12]